# Emilio Walter
Emilio Walter, född 29 april 2006 i Kristianopel, är en svensk pianist. Initialt med Rock'n'roll och boogie woogie som sin genre.
Redan tidigt i karriären fick Walter möjlighet att uppträda publikt tillsammans med flera av sina musikaliska förebilder, till exempel Mojje och The Refreshments under år 2015 samt Owe Thörnqvist som valde Emilio Walter som ackompanjatör till Varm korv boogie  både vid sitt 90-årsjubileum på Cirkus i Stockholm och i TV-programmet Allsång på Skansen under 2019.

Efter att ha släppt ett par singelskivor så släppte Emilio Walter sitt första studioalbum 57 Chevy i maj 2019 på skivbolaget Pama Records.
Vid fortfarande unga år (2019) uttalade Walter: ”Det viktigaste av allt är att ha roligt och göra så mycket som man orkar. Musiken får inte bli ett tvång även om man samtidigt måste träna väldigt mycket.” ”Skolan är fortfarande viktigast för mig och jag försöker hitta rätt balans.”